# Cethosia coronilla
Cethosia coronilla är en fjärilsart som beskrevs av Hans Fruhstorfer 1909. Cethosia coronilla ingår i släktet Cethosia och familjen praktfjärilar. Inga underarter finns listade i Catalogue of Life.